# Ugo Gheduzzi
Ugo Gheduzzi (Crespellano, 5 marzo 1853 – Torino, 8 novembre 1925) è stato un pittore italiano.

## Biografia
Frequentò l'accademia di Bologna ma svolse la sua attività in Piemonte. Si specializzò nella pittura di interni e di paesaggi accogliendo suggerimenti dal gruppo di pittori della scuola di Rivara.
Fu presente alla Promotrice di Torino (1875). Espose le sue opere alle mostre di Torino, all'internazionale di Roma (1883), alla triennale di Milano (1894). La famiglia reale acquistò alcuni suoi dipinti per il palazzo reale di Torino e per le residenze di Racconigi e di Agliè. Nel 1888 partecipò all'esposizione di Palermo dove vinse una medaglia d'oro per la sua opera 'pietra di paragone'.
Lavorò per il teatro regio di Torino come scenografo e si distinse come decoratore.
La attività di scenografo al Teatro Regio di Torino fu di tale rilievo che, al decesso, il funerale fu celebrato a spese della Società del Regio "come omaggio all'artista fedele e geniale, che diede al nostro Massimo 50 anni di artistica operosità" (citazione da La Stampa di Torino, 11 Novembre 1925 pagina 6).
I figli Giuseppe, Cesare, Mario e Augusto furono anch'essi pittori e, tra il primo ed il secondo decennio del XX secolo, convennero pure loro a Torino per collaborare con il padre nella attività di scenografo al Teatro Regio.